# Ardisia polycephala
Ardisia polycephala är en viveväxtart som beskrevs av Wall.; A. Dc. Ardisia polycephala ingår i släktet Ardisia och familjen viveväxter. Inga underarter finns listade i Catalogue of Life.

## Bildgalleri

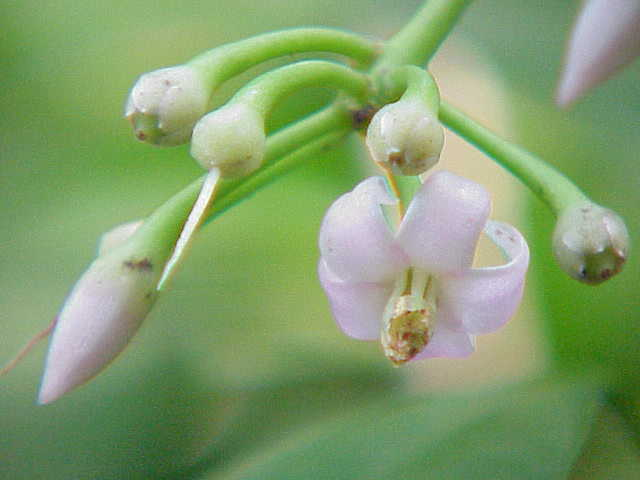
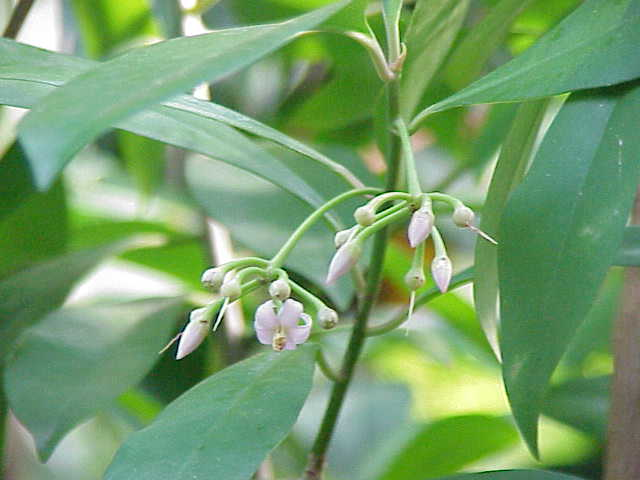